# KWQ
KWQ (pronunciato quack) è l'astrazione della Apple di Qt e KDE che permette alla propria versione del motore di rendering KHTML di funzionare in macOS.

## Descrizione
KWQ e KHTML insieme costituiscono il framework WebCore di OS X. Distribuito sotto una licenza simile a BSD, KWQ fornisce un livello di astrazione sufficiente, se interamente ricompilato, a far funzionare WebCore su un'altra piattaforma.